# Breakdown of Sanity
Breakdown of Sanity (kurz auch BoS genannt) ist eine Schweizer Metalcore-Band, die 2007 in Bern von Gitarrist Oliver "Oly" Stingel gegründet wurde.

## Geschichte
Im Frühjahr 2007 arbeitete der Gitarrist Oliver Stingel an Songs, die nach der Auflösung seiner ehemaligen Band Paranoia durch eine neue Band live gespielt werden sollten. Der Sänger Carlo Knöpfel, der als Gitarrist in der Gruppe Nerph tätig war, kam dazu. Die beiden arbeiteten mit einem Drumcomputer, um ihre ersten Lieder trotz fehlendem Schlagzeuger umsetzen zu können. Stingel und Knöpfel suchten gleichzeitig nach weiteren geeigneten Musikern für die Besetzung der neuen Band. Als Bassist konnte César Gonin gewonnen werden. Gonin spielte mit Stingel bereits bei Paranoia. Über ein halbes Jahr suchte das Trio nach einem Schlagzeuger, ehe sich im Dezember 2007 Thomas Rindlisbacher von der Band Mortal Hatred aus Thun meldete.
Anfang 2008 begann die Gruppe mit dem Proben. Kurz nach dem Jahreswechsel stieß Sandro Keusen als zweiter Gitarrist zur Gruppe. Keusen hatte zuvor bei Trinity gespielt und war auch in diversen anderen Projekten aktiv. Im Frühjahr 2009 wurde Sandro Keusen durch Christoph Gygax ersetzt. Gygax hatte zuvor in den Bands Close In Sight und Estate of Embers gespielt. Im Februar 2009 erfolgte die Veröffentlichung ihres ersten Albums. Dieses heißt The Last Sunset und wurde von Stingel produziert und von der Band eigenfinanziert. Auf Konzerten spielte Breakdown of Sanity mit bekannteren Bands wie August Burns Red, Salt the Wound, Aborted, The Black Dahlia Murder, Cataract, Sylosis, Neaera, Youth of Today und weiteren. Ihr erstes Konzert außerhalb der Schweiz fand 2009 in Deutschland statt. Noch im selben Jahr produzierte das Label Quam Libet Records einen Sampler unter dem Titel Heavy Metal Nation VI, auf dem die Gruppe mit dem Song Read My Lips vertreten ist. Diese CD wurde von Vampster kritisiert. Am 8. August 2010 trat die Gruppe erstmals auf dem Open Air Gränichen auf.
Das Jahr 2011 begann für Breakdown of Sanity mit einem Konzert in Bern am 4. Februar mit Cataract. Am 4. April 2011 veröffentlichten Breakdown of Sanity ihr zweites Album. Dieses heißt [MIRRORS] und wurde ebenfalls in Eigenregie produziert. Produzent war wieder Gitarrist Stingel. Im selben Jahr tourte die Gruppe durch Europa, mit Vorgruppen wie Breathing While Buried, Sequoia Shade, Resurrection, Scream Your Name, Sense of a Divination und Penguins on Extasy. Unterstützt wurde die Gruppe auf ihrer Tour durch das deutsche Fuze Magazine, Monster Energy und Macbeth Footwear. Während der Tour war die Band zwischen dem 20. August und 21. September 2011 in der Schweiz, Deutschland, Belgien, Luxemburg, Frankreich und Österreich unterwegs. Letzteres Konzert am 21. September fand nur statt, weil die französische Deathcore-Band Betraying the Martyrs einen Auftritt in Zürich absagen mussten, sodass die Gruppe ein zweites Mal im Rahmen ihrer Europa-Tour in der Stadt spielte. In einem Interview berichtete Gitarrist Oliver Stingel, dass nach einem Auftritt in Paris im Rahmen dieser Europa-Tour in den Tourbus eingebrochen wurde. Am 23. Dezember 2011 wurde die erste Single veröffentlicht, die den Titel Chapters trägt. Einen Tag später stellte die Gruppe den Song als kostenlosen Download für Fans bei Facebook bereit.
Im Januar 2012 spielte die Gruppe weitere Konzerte in der Schweiz, Italien und Deutschland. Im Sommer traten sie das erste Mal am Greenfield Festival in Interlaken auf. In Zizers spielte die Band gemeinsam mit der Gruppe The Sorrow. Am 21. April 2012 spielte Breakdown of Sanity in Leipzig auf dem „Impericon Festival II“ und am 16. Juni 2012 auf dem Mair1 Festival in Montabaur.
2013 war eine Deutschlandtournee mit Gruppen wie August Burns Red und Architects geplant. Diese Konzerte fanden im Rahmen der Impericon Progression Tour im April statt. Die fünf Konzerte umfassende Tour führte durch Herford, Bochum, Stuttgart, Würzburg und München. Neben Architects, August Burns Red und Breakdown of Sanity waren außerdem auch Callejon sowie Adept zu sehen. Die Bands, die auf der Progression Tour spielten, waren außerdem für das Impericon Festival in Leipzig und Wien bestätigt.
Die Gruppe spielte am 11. Januar ihr erstes Konzert im Jahr 2013 in Zürich, gemeinsam mit Scream Your Name aus Bern. Am 3. Juni 2013 wurde bekanntgegeben, dass Breakdown of Sanity erstmals auf dem With Full Force spielen werden. Die Gruppe spielte samstags auf der „Hardbowl Stage“.
Zwischenzeitlich veröffentlichte die Gruppe das Cover-Artwork sowie den Titel des neuen Albums. Es heißt Perception und erschien am 18. Oktober 2013. In den Vereinigten Staaten wurde das Album über We Are Triumphant, das von Victory Records unterstützt wird, vertrieben. Die Band verzichtete jedoch weiterhin auf einen Plattenvertrag. 2015 trat Breakdown of Sanity erstmals am Wacken Open Air auf. 2015 folgte der erste Auftritt am Summer Breeze Festival.
Im September 2016 erschien das vierte Studioalbum der Band namens „Coexistence“. Auch dieses wurde wieder von Stingel in Eigenregie produziert. Im Oktober ging die Band während zwei Wochen auf Promo-Tour durch Europa. Die Support-Acts waren die australischen Dream On, Dreamer und Novelists aus Frankreich. Mit dem Album erreichte die Band erstmals diverse Top-50 Chartplatzierungen, unter anderem in der Schweiz. Im Sommer 2017 ging die Band erstmals in den USA und Kanada auf Tour. Am 11. Mai 2017 gab die Band bekannt, nach Jahresende vorerst nicht mehr weiter live aufzutreten, und kündigte die Say Goodbye Tour als ihre Abschiedstournee an. Diese endete am 29. Dezember 2017 mit dem vorerst letzten Konzert der Band im ausverkauften Biehübeli in Bern.
3 Jahre später meldete sich die Band zurück und veröffentlichte am 25. September 2020 die Single Traces. In den folgenden Jahren erschienen weitere Singles wie Black Smoke (2021), Collapse (2023), Echoes Of The Void (2024) und Perfect Enemy (2024). Im selben Jahr erschien im Zuge einer Zusammenarbeit mit der tschechischen Metalcore-Band Abbie Falls die Single Purge. 
2024 begann die Band auch wieder zu touren, wobei das Bühnen-Comeback an den Impericon Festivals im Frühling 2024 stattfand. Drummer Thomas Rindlichsbacher konnte aus gesundheitlichen Gründen nicht auf die Bühne zurückkehren und wurde von David Stutzer vertreten, welcher in der Vergangenheit bereits für einige Shows als Drummer eingesprungen ist. Später stellte die Band Stutzer als den neuen Drummer der Band vor.
Ende 2024 verließ Sänger Carlo Knöpfel die Band aus eigenen Stücken, wobei sein letztes Konzert mit der Band im Dezember 2024 im Bierhübeli in Bern stattfand. Bereits im Oktober 2024 startete die Band eine öffentliche Sänger-Audition, welche im Dezember desselben Jahres erfolgreich beendet wurde. 
Im Mai 2025 präsentierte die Band Kevin "Kivi" Brändle als neuen Sänger der Band. Zeitgleich erschien die Single The Hunt als erstes Release der neuen Formation.

## Musikstil
Breakdown of Sanity spielen den klassischen Metalcore, in denen sich harte Gitarrenriffs, Breakdowns und melodische Instrumentaleinschübe abwechseln. Der Gesang besteht zum Grossteil aus tiefen Growls, Shouts und hohen Screams und wenig klarem Gesang. Inhaltlich geht es in den von Texten meistens um sozialkritische Themen und die Verarbeitung von persönlichen Erfahrungen.
Die Gruppe spielt Metalcore, da die Musiker in diesem Genre die beste Möglichkeit sehen, ihre Emotionen auf eine vielseitige Weise zum Ausdruck zu bringen. Auch wird die moderne Spielweise des Genres als „Musik von morgen“ hervorgehoben.

„Es ist die unglaubliche Energie. Kaum ein anderer Musikstil erlaubt es, auf solch vielfältige Weise seine Emotionen zum Ausdruck zu bringen. Auch die moderne Sterilität betrachten wir als bestrebenswert – es ist die Musik von morgen.“

Die Gruppe organisiert alles selbst („Do it yourself“, DIY), von Produktionen, über Designs der Covers und Merchandising-Artikel, bis hin zum Booking von Konzerten und Tourneen. Oliver Stingel hat alle Alben der Band produziert. Bassist César Gonin kümmert sich um die Live-Technik. Das britische Magazin Rock Sound beschreibt, dass Breakdown of Sanity den DIY-Stil am Leben erhalte.

## Diskografie
- 2009: The Last Sunset (Album, Eigenveröffentlichung)
- 2011: Mirrors (Album, Eigenveröffentlichung)
- 2013: Perception (Album, Eigenveröffentlichung)
- 2016: Coexistence (Album, Eigenveröffentlichung)
- 2020: Traces (Single, Eigenveröffentlichung)
- 2021: Black Smoke (Single, Eigenveröffentlichung)
- 2023: Collapse (Single, Eigenveröffentlichung)
- 2024: Echoes Of The Void (Single, Eigenveröffentlichung)
- 2024: Perfect Enemy (Single, Eigenveröffentlichung)
- 2024: Purge (Single, in Zusammenarbeit mit Abbie Falls)
- 2025: The Hunt (Single, Eigenveröffentlichung)